# توماس ك. باش
توماس ك. باش (بالإنجليزية: Thomas C. Bach)‏ هو محامي وقاضي وسياسي أمريكي، ولد في 10 أكتوبر 1853، وتوفي في 29 أكتوبر 1914. انتخب عضو مجلس نواب مونتانا.